# Matthäus Hetzenauer
Matthäus Hetzenauer   (Brixen im Thale, 23 de desembre de 1924 - Brixen im Thale, 3 d'octubre de 2004) va ser un franctirador austríac a la Wehrmacht d'Alemanya nazi durant la Segona Guerra Mundial. Va servir a la 3ra Divisió de Muntanya al Front Oriental de la Segona Guerra Mundial, i se li van atribuir 345 baixes. Es va informar d'un tir letal a 1.100 metres (1.200 iardes) de la seva autoria. Hetzenauer va rebre la Creu de Cavaller de la Creu de Ferro el 17 d'abril de 1945.

## Joventut
Matthäus Hetzenauer va néixer el 23 de desembre de 1924 al poble tirolès austríac de Brixen im Thale, fill de Simon i Magdalena Hetzenauer, descendents d'una llarga línia de camperols austríacs a la regió de Kitzbühel. Va ser batejat com a catòlic la vigília de Nadal a l'església parroquial medieval i va ser criat amb els seus dos germans i la seva germana a la granja dels seus pares. Hetzenauer va créixer envoltat de l'antic costum tirolès de caçar; el seu pare era un caçador, i el seu oncle Josef era un veterà de l'exèrcit austrohongarès que mostrava la seva medalles, inclosa una Creu de Ferro, en una vitrina. Amb aquest teló de fons, Hetzenauer va ser reclutat el setembre de 1942 als 17 anys al 140è Batalló de Reforç de Rifles de Muntanya amb seu a Kufstein.

## Carrera militar
Hetzenauer va arribar a Kufstein el 1942 i es va entrenar durant dos anys com Gebirgsjäger («tropa de montaña») a la ciutat i a les muntanyes properes de Wilder Kaiser, al que la seva educació al Tirol havia condicionat, i després va rebre més instrucció a l'escola Gebirgsjäger a Mittenwald, a l'escola Hochgebirgsjäger a Stubaital i a l'escola Exèrcit-NCO Gebirgsjäger a Wörgl. Després Hetzenauer va entrenar com a franctirador durant març - juliol de 1944 al Truppenübungsplatz Seetaler-Alpe a Steiermark, abans de ser assignat com Gefreiter (caporal) a la 3a Divisió Gebirgsjäge. Les armes que va utilitzar van ser una variant del franctirador Karabiner 98k amb mira telescòpica 6x i una Gewehr 43 amb mira telescòpica ZF4 4x. Va actuar contra les forces soviètiques als Carpats, Hongria i Eslovàquia.
El 6 de novembre de 1944 va patir un traumatisme cranioencefàlic per foc d'artilleria i va rebre la Insígnia de Ferit tres dies després.
El Gefreiter Hetzenauer va rebre la Creu de Cavaller de la Creu de Ferro el 17 d'abril de 1945. El comandant general i comandant de divisions Paul Klatt havia recomanat a Hetzenauer a causa dels seus nombrosos assassinats de franctiradors, que van totalitzar dues companyies enemigues, sense por a la seva seguretat sota el foc d'artilleria i els atacs enemics. Aquesta recomanació va ser aprovada pel general der Gebirgstruppe Karl von Li Suire i el general der Panzertruppe Walter Nehring.
Hetzenauer va ser capturat per les tropes soviètiques al mes següent i va estar cinc anys en un camp de presoners soviètic.
Va morir el 3 d'octubre del 2004. La seva esposa Maria va morir el 2006.

## Condecoracions
- Creu de Ferro (Eisernes Kreuz) (1939) 2a classe (1r de setembre de 1944) i 1a classe (25 de novembre de 1944).[7]
- Insígnia de Ferit (Verwundetenabzeichen) (1939) en negre (9 de novembre de 1944).[7]
- Insígnia de l'Assalt d'Infanteria (Infanterie Sturmabzeichen) de plata (13 de novembre de 1944).[7]
- Insígnia de Franctirador (Scharfschützenabzeichen) en or (3 de desembre de 1944; un dels tres destinataris).[7]
- Creu de Cavaller de la Creu de Ferro (Ritterkreuz des Eisernen Kreuzes) el 17 d'abril de 1945 com a Gefreiter i franctirador en la 7./Gebirgsjäger-Regiment 144.[2][8]